# Isola di Wilczek
L'isola di Wilczek (in russo: Остров Вильчека, ostrov Vil'čeka) è un'isola russa nell'Oceano Artico che fa parte dell'arcipelago della Terra di Francesco Giuseppe. Non è da confondere con la ben più grande Terra di Wilczek, che si trova più a nord.

## Geografia
L'isola di Wilczek si trova nella parte meridionale della Terra di Francesco Giuseppe; ha una forma allungata in direzione nordovest-sudest con una lunghezza massima di circa 11,5 km e una larghezza di 9,8 km; la superficie è di circa 50 km²; la sua altezza massima è di 187 m s.l.m.
Due calotte di ghiaccio, con rami che si estendono anche per 10 km, coprono per metà l'entroterra; il resto dell'isola è costituito da bassi altopiani di roccia magmatica e ghiaione, e scogliere a picco.
Lo stretto di Murmanez (пролив Мурманец) la separa dall'isola di Salm a nord-est, mentre 12 km circa più a sud si trova l'isola di Lamon.

## Storia
La spedizione austro-ungarica sulla nave Tegetthoff mise piede sull'isola nel novembre 1873, dopo oltre un anno di sosta forzata a sud dell'arcipelago, a causa del ghiaccio ancora non compattato. Wilczek fu la prima isola della Terra di Francesco Giuseppe a essere esplorata; su essa si può ancora osservare la tomba di un membro dell'equipaggio, unica vittima della fortunata spedizione. Nel 1991, fu ritrovato un loro messaggio in bottiglia, ora esposto al Museo Navale Tedesco di Bremerhaven.
L'isola prende il nome dal conte Johann Nepomuk Wilczek principale finanziatore e promotore della spedizione.

## Isole adiacenti
- Scogli degli Eschimesi (Рифы Эскимосские, rify Ėskimosskie), un gruppo di 3 isolotti a sud-est.
- Isola di Salm (Остров Сальм, ostrov Sal'm), a nord-est.
- Isola di Lamon (Остров Ламон, ostrov Lamon), circa 12 km a sud.